# Kwatera Główna Ministerstwa Spraw Wojskowych
Kwatera Główna Ministerstwa Spraw Wojskowych (Kwat. Gł. MSWojsk.) – jednostka organizacyjna Ministerstwa Spraw Wojskowych w II Rzeczypospolitej.
Kwatera Główna Ministerstwa Spraw Wojskowych została utworzona 1 lutego 1927 roku. Na czele Kwatery Głównej MSWojsk. stał komendant oficer sztabowy, podporządkowany bezpośrednio szefowi Gabinetu Ministra. W stosunku do bezpośrednio podległego mu personelu posiadał on uprawnienia dowódcy pułku.
Komendant Kwatery Głównej był bezpośrednim przełożonym wszystkich jednostek wchodzących w skład Kwatery Głównej MSWojsk. i był odpowiedzialny przed szefem Gabinetu Ministra za porządek, ład i należyte funkcjonowanie pod względem wojskowym powyższych jednostek.
Z dniem 1 kwietnia 1930 roku minister spraw wojskowych wydzielił Drukarnię MSWojsk. ze składu Kwatery Głównej MSWojsk., przemianował ją na „Główną Drukarnię Wojskową”, nadał jej charakter wojskowego zakładu przetwarzającego i podporządkował całkowicie szefowi Departamentu Intendentury.
Na podstawie rozkazu ministra spraw wojskowych B. Og. Org. 1100.16 Org. z dniem 1 kwietnia 1934 roku został zlikwidowany batalion sztabowy MSWojsk. z wyjątkiem szwadronu sztabowego, który otrzymał nazwę „szwadron luzaków” i nowy skład osobowy, został podporządkowany, pod względem służbowym, komendantowi Kwatery Głównej MSWojsk., a pod względem gospodarczym przydzielony do 1 dak.

## Organizacja Kwatery Głównej MSWojsk.
Organizacja Kwatery Głównej MSWojsk. ustalona w uzupełnieniu rozporządzenia Biura Og. Org. L. 837/Org., ogłoszonego w Rozkazie Dziennym MSWojsk. Nr 11/27 pkt 1:
- komendant Kwatery Głównej,
- kancelaria główna MSWojsk.,
- płatnik MSWojsk.,
- administracja gmachu,
- oficer informacyjny MSWojsk.,
- centrala telefoniczna MSWojsk.,
- rozmównica Hughesa,
- drukarnia MSWojsk.,
- batalion sztabowy MSWojsk.

Ostateczny termin wejścia w życie nowej organizacji minister ustalił na dzień 25 czerwca 1927 roku.
Komendantowi Kwatery Głównej podlegały całkowicie: kancelaria główna MSWojsk,. oficer informacyjny MSWojsk. i batalion sztabowy MSWojsk. Inne jednostki, wchodzące w skład Kwatery Głównej, podlegały jednocześnie fachowemu nadzorowi technicznemu właściwych szefów służb, a mianowicie:
- administracja gmachu (pod względem spraw kwaterunkowych) oraz płatnik i drukarnia – szefowi Departamentu Intendentury,
- centrala telefoniczna i rozmównica Hughesa – szefowi Departamentu Inżynierii.

Ponadto pod względem budowlanym administracja gmachu podlegała nadzorowi szefa Departamentu Budownictwa.
Z chwilą wejścia w życie nowej organizacji Kwatery Głównej MSWojsk. administracja gmachu MSWojsk. przestała być administracją garnizonową i jako organ wewnętrzny MSWojsk. do spraw budowlanych i kwaterunkowych przestał podlegać komendantowi garnizonu.
Do kompetencji kierownika administracji gmachu MSWojsk., oprócz gmachu ministerstwa, wchodził również gmach Generalnego Inspektoratu Sił Zbrojnych. W tym celu kierownik administracji gmachu MSWojsk. posiadał specjalnego oficera łącznikowego przy Biurze Inspekcji GISZ, który służbowo był przynależny do administracji gmachu MSWojsk.
Rozmównica Hughesa pod względem fachowym podlegała kierownikowi stacji Hughesa Sztabu Generalnego.
Skład osobowy batalionu sztabowego MSWojsk.:
- dowódca batalionu,
- drużyna dowódcy,
- 1 kompania sztabowa,
- 2 kompania sztabowa,
- 3 kompania sztabowa,
- 4 kompania sztabowa,
- 5 kompania sztabowa,
- szwadron sztabowy[2].

Do batalionu sztabowego, oprócz szeregowych, wchodzących w skład MSWojsk. należeli:
- szeregowi Wojskowego Instytutu Geograficznego tworzący oddzielną (5.) kompanię oraz pojazd wraz z końmi i woźnicą, przysługujący szefowi WIG,
- luzacy, szeregowi taborowi, konie wierzchowe i taborowe, tabor i materiał taborowy Dowództwa Okręgu Korpusu Nr I oraz szefostw broni i służb.

Wymienieni wyżej szeregowi podlegali dowódcy batalionu sztabowego pod względem gospodarczym i dyscyplinarnym.
Skład osobowy Kwatery Głównej MSWojsk. liczył 28 oficerów, 66 podoficerów zawodowych i nadterminowych, 6 podoficerów niezawodowych, 163 szeregowców, 62 urzędników cywilnych, 21 robotników cywilnych (płatnych dziennie), 11 koni wierzchowych i 40 koni taborowych, 8 pojazdów osobowych, 12 pojazdów taborowych i jedną platformę.
22 listopada 1927 roku minister spraw wojskowych zwiększył skład osobowy batalionu sztabowego MSWojsk. o jednego oficera młodszego - oficera mobilizacyjnego i jednego szeregowca - ordynansa.
17 lutego 1928 roku minister spraw wojskowych zwiększył skład osobowy płatnika MSWojsk. o dwóch urzędników cywilnych III kategorii.
18 marca 1929 roku minister spraw wojskowych zwiększył skład osobowy centrali telefonicznej MSWojsk. o dwóch urzędników cywilnych (jednego kategorii II i jednego kategorii III).
1 kwietnia 1934 roku, po likwidacji batalionu sztabowego MSWojsk., skład osobowy szwadronu luzaków MSWojsk. liczył jednego oficera (rotmistrza), 9 podoficerów zawodowych, 6 ułanów, jednego urzędnika cywilnego III kategorii, 3 niższych funkcjonariuszy oraz 12 koni pociągowych, w tym 10 koni do dyspozycji komendanta Kwatery Głównej MSWojsk. Ponadto do składu osobowego zostali zaliczeni luzacy oraz konie wierzchowe oficerów władz i instytucji centralnych według obowiązujących wówczas norm i zmiennej ilości. Przyjęto stosunek 1 luzak na 3 konie oraz rezerwa 1 luzak na 10 koni, zależnie od ilości koni.

## Obsada personalna kwatery
Komendanci
- mjr piech. Władysław Ryszanek (II – XI 1927)
- mjr piech. Leon Ulatowski (XII 1927 – III 1929)
- mjr piech. Władysław Pasella (VII 1929 – IX 1931)
- mjr adm. (piech.) Józef Sudacki (III 1932 – 1939)

Dowódcy batalionu sztabowego
- mjr piech. Stefan Fabiszewski (VIII 1931 – VI 1934)

Płatnicy
- kpt. gosp. Karol Matauszek (do VI 1930[9][10])
- por. gosp. Roman Konrad Strasser (od VI 1930[9])

Obsada personalna w marcu 1939 roku
- komendant – mjr adm. (piech.) Józef Sudacki
- zastępca komendanta – mjr int. Mieczysław Leonard Wanat-Czajkowski[b]
- oficer informacyjny – kpt. adm. (art.) Bronisław Kuśmierek
- kierownik kancelarii – kpt. adm. (piech.) Julian Zygmunt Menhard
- dowódca stacji juza – kpt. łączn. Stanisław Władysław Zmitrowicz
- kierownik referatu gospodarczego – kpt. int. Leon Ginalski
- referent – kpt. int. Jan VI Jaworski
- referent – kpt. int. Wacław I Tomaszewski
- kierownik administracji gmachu – kpt. adm. (łączn.) Edward Maksymilian Salecki
- oficer łącznikowy Administracji Gmachu GISZ – por. adm. (piech.) Kazimierz Józef Sobolewski
- dyrektor Muzeum Józefa Piłsudskiego w Belwederze – ppłk piech. Adam Borkiewicz